# Deigklumpen
Der Deigklumpen (norwegisch für Teigklumpen) ist ein kleiner Nunatak im ostantarktischen Königin-Maud-Land. Im östlichen Teil des Gebirges Sør Rondane ragt er 2 km südöstlich des Devoldnuten im oberen Abschnitt des Byrdbreen auf.
Wissenschaftler des Norwegischen Polarinstituts benannten ihn 1988 deskriptiv.